# Longuinho
Longuinho (em latim: Longinus) é um santo da Igreja Católica. Na lista de santos da Igreja Católica, afirma-se que "São Longuinho é celebrado como o soldado que perfurou um dos lados do corpo de Jesus crucificado com uma lança", para certificar-se da sua morte. Logo após a morte de Jesus, teria se arrependido, convertido e posteriormente morrido como mártir por isso. No calendário católico, São Longuinho é comemorado no dia 15 de março.

## Biografia
Segundo compêndio católico da vida dos santos, São Longuinho foi o legionário romano que, com sua lança, perfurou o lado do corpo de Jesus crucificado, para certificar-se da sua morte.
A lança que transpassou Jesus mais tarde viria a ser conhecida como a Lança do Destino. Longuinho é referido como tendo sido o soldado romano que perfurou Jesus com uma lança (João 19,34), ou como o centurião que, na crucificação, reconheceu Cristo como "o Filho de Deus" (Mateus 27:54; Marcos 15:39; Lucas 23:47).
De acordo com os relatos dos Evangelhos, em razão de ao pôr do sol iniciar-se o shabat, para que os corpos dos condenados não profanassem o dia santo, as suas pernas deveriam ser quebradas para assim apressar a morte. Chegando a Jesus, viram que já estava morto, e para comprovar o óbito, um dos soldados perfurou-lhe o corpo com uma lança.
Segundo o evangelho de João 19:34, "um soldado lhe atravessou o lado com uma lança, e imediatamente saiu sangue e água." Já os relatos não bíblicos dizem que esse líquido saído do corpo de Jesus teria respingado nos olhos do soldado, curando-o instantaneamente de uma grave doença ocular. O soldado, convertido, teria abandonado o exército romano, transformando-se num monge a percorrer a região de Caiseri e a Capadócia, na atual Turquia.
A tradição católica relata que Longuinho foi preso e torturado por causa de sua fé cristã, teve seus dentes arrancados e a sua língua cortada.

## Veneração
Na tradição popular, é invocado para encontrar objetos perdidos. A sua festa é comemorada na Igreja Ortodoxa no dia 16 de outubro.
Na arte litúrgica, São Longuinho tem a sua figura representada por um soldado com uma lança apontada para os olhos ou ainda com os braços abertos, segurando uma lança.
Uma relíquia religiosa que se encontra em Viena, na Áustria, é reverenciada como sendo a lança de São Longuinho. Na Basílica de Santo André de Mântua, na Itália, encontra-se uma relíquia atribuída ao santo: o Sagrado Sangue de Jesus, trazido por São Longuinho ainda em vida.

### Oração a São Longuinho[6]
Glorioso São Longuinho, a vós suplicamos, cheios de confiança em vossa intercessão. Sentimo-nos atraídos a vós por uma especial devoção, e sabemos que nossas súplicas serão ouvidas por Deus Nosso Senhor, se vós, tão amado por Ele, nos fizer representar.
Vossa caridade, reflexo admirável, inclina-se a socorrer toda miséria, a consolar todo sofrimento, a suprir toda necessidade em proveito de nossas almas, e assegurar cada vez mais nossa eterna salvação, com a prática de boas obras e a imitação de vossas virtudes! Amém.

### No Brasil
No Brasil, há uma crença popular de que São Longuinho auxilia a encontrar objetos perdidos. É só repetir:
São Longuinho, São Longuinho, se eu achar (nome do objeto perdido) dou três pulinhos.
Quando a pessoa encontra o objeto precisa cumprir a promessa em devoção ao santo.
No espiritismo, há a revelação no livro Brasil, Coração do Mundo, Pátria do Evangelho, obra mediúnica psicografada pelo médium mineiro Chico Xavier e assinada pelo espírito Humberto de Campos, publicada no ano de 1938 pela Federação Espírita Brasileira, que Longuinho reencarnou como D. Pedro II, segundo e último imperador do Brasil.
Na Umbanda, é sincretizado com Ogum 7 Lanças, um dos falangeiros de Ogum.

### Em Portugal

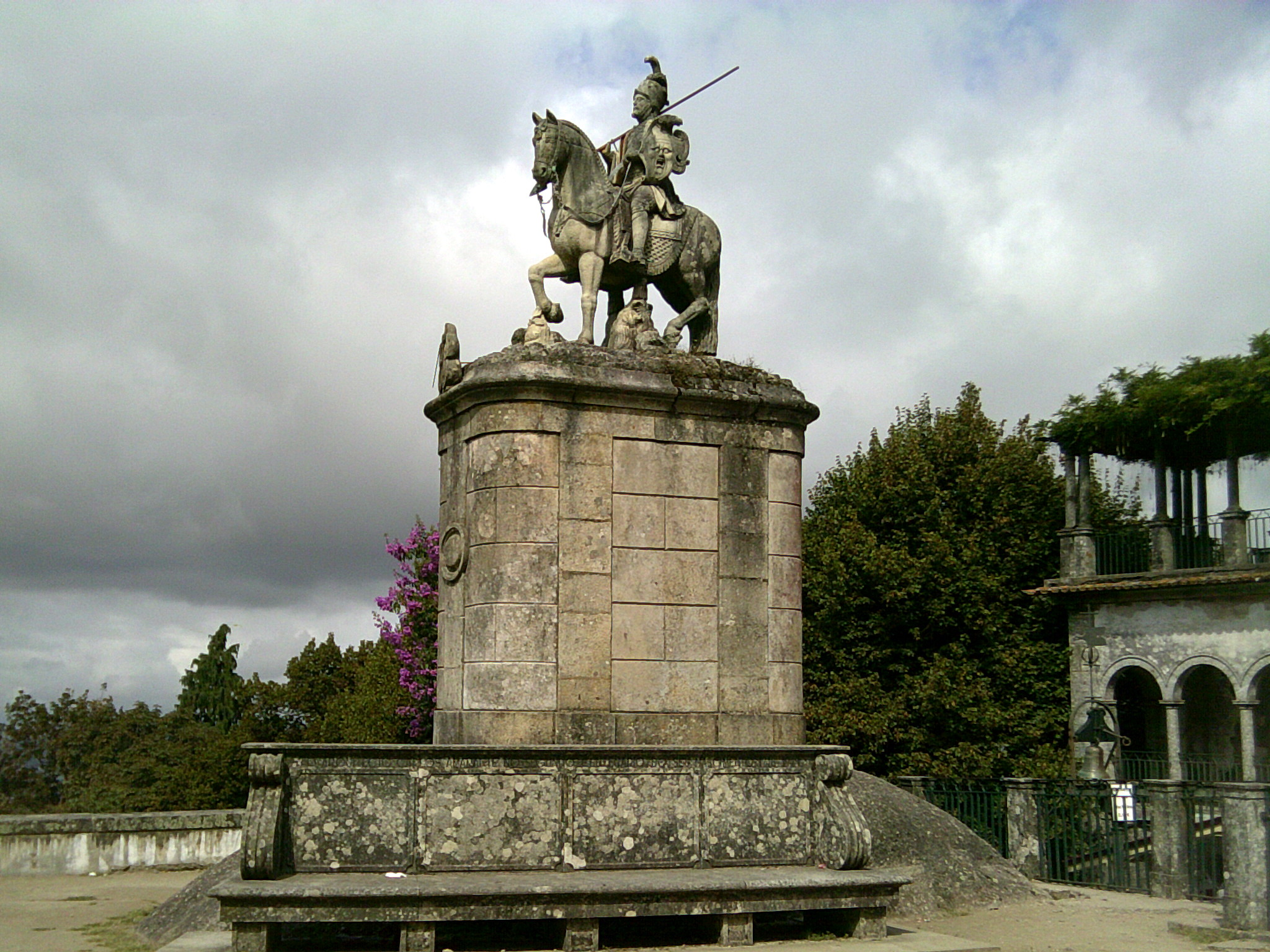
Estátua de São Longuinho, Braga

Em Portugal existe uma estátua de São Longuinho no Santuário do Bom Jesus do Monte, na cidade de Braga.